# Cemil Çıpa
Cemil Çıpa (ur. 22 stycznia 1988 w Stambule) – turecki kierowca wyścigowy.

## Kariera
Çıpa rozpoczął karierę w wyścigach samochodowych w roku 2004, od startów w Pist Championship Turkey Group Maxi, Pist Championship Turkey Group Super 1600, oraz w Tureckim Pucharze Renault Clio. Zajął w nich odpowiednio 7, 4 i 3 pozycję. W późniejszych latach startował także w Le Mans Endurance Series, Tureckiej Formule 3 oraz w Trofeum Formuły 3 Euro Series.

## Statystyki
| Sezon | Seria                                     | Zespół               | Wyścigi | Zwycięstwa | PP | NO | Podium | Punkty | Pozycja |
| ----- | ----------------------------------------- | -------------------- | ------- | ---------- | -- | -- | ------ | ------ | ------- |
| 2004  | Pist Championship Turkey Group Maxi       |                      |         |            |    |    |        |        | 7       |
| 2004  | Pist Championship Turkey Group Super 1600 |                      |         |            |    |    |        |        | 4       |
| 2004  | Turecki Puchar Renault Clio               |                      |         |            |    |    |        |        | 3       |
| 2005  | Le Mans Endurance Series LMP2             | Paul Belmondo Racing | 1       | 0          | 0  | 0  | 0      | 0      | NS      |
| 2005  | Turecka Formuła 3                         |                      |         |            |    |    |        |        | 1       |
| 2005  | Pist Championship Turkey Group Super 1600 |                      |         |            |    |    |        |        | 1       |
| 2006  | Trofeum Formuły 3 Euro Series             | HBR Motorsport       | 13      | 2          | 2  |    | 9      | 65     | 3       |
| 2006  | Turecka Formuła 3                         | Beste Motorsport     | 8       | 2          |    |    | 7      | 61     | 3       |